# Municipio de Cotton Hill (Illinois)
El municipio de Cotton Hill (en inglés: Cotton Hill Township) es un municipio ubicado en el condado de Sangamon en el estado estadounidense de Illinois. En el año 2010 tenía una población de 902 habitantes y una densidad poblacional de 11,54 personas por km².

## Geografía
El municipio de Cotton Hill se encuentra ubicado en las coordenadas 39°39′34″N 89°32′41″O / 39.65944, -89.54472. Según la Oficina del Censo de los Estados Unidos, el municipio tiene una superficie total de 78.16 km², de la cual 77,24 km² corresponden a tierra firme y (1,18 %) 0,92 km² es agua.

## Demografía
Según el censo de 2010, había 902 personas residiendo en el municipio de Cotton Hill. La densidad de población era de 11,54 hab./km². De los 902 habitantes, el municipio de Cotton Hill estaba compuesto por el 98,45 % blancos, el 0,33 % eran afroamericanos, el 0,33 % eran asiáticos, el 0,11 % eran de otras razas y el 0,78 % eran de una mezcla de razas. Del total de la población el 0 % eran hispanos o latinos de cualquier raza.